# Xunzi
Xunzi (298 - 238 v.Chr.) was een Chinese filosoof die leefde in de Periode van de Strijdende Staten. Hij is ook bekend onder de naam "Xun Kuang" of "Xun Qing". Hij speelde een prominente rol binnen de Honderd Scholen van het denken.

## Leven
Xunzi was afkomstig uit de staat Zhao. Hij reisde tweemaal naar de staat Qi om als leraar op te treden en naar de staat Chu om daar in de stad Lanling (nabij de huidige stad Zaozhuang) de functie van magistraat de bekleden. In de staat Qin ontmoette hij koning Zhao wiens politieke systeem hij bewonderde. Op het eind van zijn leven trok hij zich terug in de staat Chu, waar hij zijn werk vastlegde in een gelijknamig boek, waarin hij zich in het deel 'Kritiek van de Twaalf Scholen' kritisch uitlaat over de filosofie van zijn voorgangers. Xunzi trad in het voetspoor van Confucius en Mencius, maar had door zijn bestuurlijke ervaring een meer realistische kijk op de problemen waarmee heersers geconfronteerd worden.

## Leer
Xunzi gaat uit van een constante veranderingen in het universum waarbij telkens weer een nieuw evenwicht ontstaat tussen yin en yang. Deze veranderingen (bijvoorbeeld in het klimaat, weer, firmament en landschap) zijn aan eigen immanente, onpartijdige wetmatigheden onderhevig. Er ligt geen enkel vooropgezet doel aan ten grondslag. Het heeft voor mensen geen zin om het bestaande evenwicht te koesteren (want de wetmatigheden zijn nooit ontstaan vanwege een wijze koning genaamd Yao). Evenmin heeft het zin te huiveren voor de komende veranderingen (want de wetmatigheden zullen nooit verdwijnen door een tiran genaamd Jie). Het enige wat mensen kunnen is de wetmatigheden gebruiken in hun eigen voordeel en zich telkens aanpassen aan de veranderingen door de juiste arbeid en productie.
De natuurlijke slechtheid en hebzucht waarmee de mens wordt geboren, kon volgens Xunzi alleen worden ingeperkt door het nauwgezet volgen van rites. Deze rites moeten de mens in een leerproces worden bijgebracht dat begint met een studie van de klassieken Boek der Liederen en Boek der Documenten. Hierbij legde hij niet zozeer de nadruk op de metafysische betekenis van rites maar op de functie die zij hadden om de klassenverschillen, zoals tussen de adel en de armen, te markeren en te handhaven. Door dit verband te leggen met de sociale orde, werd het belang van rites ook uitgebreid naar het belang van wetgeving. In de leer van Xunzi zijn dus ook al legalistische elementen terug te vinden die later door Han Fei verder zouden worden ontwikkeld. Met zijn standpunt over rites nam Xunzi bovendien duidelijk stelling tegen het taoïsme en mohisme.
Zijn ideeën worden tot het confucianisme gerekend. Het grootste meningsverschil tussen hem en de twee grote confucianisten, Confucius en Mencius, is dat Xunzi niet gelooft dat de mens van nature goed is bij de geboorte. Daarom vond in de twaalfde eeuw n.Chr. de confucianist Zhu Xi hem maar niets en begon zelf met een studie in de confucianistische klassieken. Toch was Xunzi, zoals ook Mencius, een idealist die een betere maatschappij voor ogen stond, waarin mensen door studie de status van 'wijze' zouden kunnen bereiken. Tegelijkertijd was Xunzi van mening dat dit alleen door het scheppen van de juiste omgevingsfactoren kon worden gerealiseerd. Hierbij wees hij ook op de ontwrichtende werking die de veelheid aan scholen en filosofieën in de Periode van de Strijdende Staten op het denken had. Een autocratische, feodale regering moest hierin volgens Xunzi eenheid brengen en één school begunstigen met uitsluiting van de andere.

## In Nederlandse vertaling
- Hemel en aarde verenigen zich door rituelen. Een bloemlezing uit het werk van de Chinese wijsgeer Xunzi, eds. Carine Defoort en Nicolas Standaert, 2003. ISBN 9077070427

- Bibsys: 90081981
- Biblioteca Nacional de España: XX5253102
- Bibliothèque nationale de France: cb12096059d (data)
- CiNii: DA01021822
- Gemeinsame Normdatei: 118707388
- International Standard Name Identifier: 0000 0001 1821 9842
- Library of Congress Control Number: n50071210
- Bibliotheek van het Japanse parlement: 00626983
- Nationale Bibliotheek van Tsjechië: jn19990210593
- Nationale bibliotheek van Australië: 36730679
- Nationale Bibliotheek van Israël: 987007269908505171
- Nederlandse Thesaurus van Auteursnamen: 139114033
- Réseau des bibliothèques de Suisse occidentale: 02-A005489433
- Système universitaire de documentation: 02930654X
- Trove: 443647
- Virtual International Authority File: 163230770